# Themeda sabarimalayana
Themeda sabarimalayana är en gräsart som beskrevs av Puthenpurayil Viswanathan Sreekumar och Velukutty Jayachandran Nair. Themeda sabarimalayana ingår i släktet Themeda och familjen gräs. Inga underarter finns listade i Catalogue of Life.